# اولامچی
اولامچی، روستایی در دهستان آجرلوی شرقی بخش نختالو شهرستان باروق در استان آذربایجان غربی ایران است.

## جمعیت
بر پایه سرشماری عمومی نفوس و مسکن در سال ۱۳۹۵، جمعیت این روستا برابر با ۲۹۷ نفر (۷۷ خانوار) بوده است.